# Hiroyasu Ishida
Hiroyasu Ishida (石田 祐康 (Ishida Hiroyasu?); 3 luglio 1988) è un regista, animatore e sceneggiatore giapponese.

## Filmografia

### Regista

#### Cinema
- Penguin Highway (2018)
- La casa tra le onde (2022)

#### Cortometraggi
- Fumiko no kokuhaku (2009)
- Yōnata no aoshigure (2013)
- Poulette no Isu (2014)
- Fastening Days (2014)